# Kasper Zborowski-Weychman
Kasper Zborowski-Weychman (ur. 1989 w Suwałkach) – polski aktor musicalowy, wokalista i prezenter.

## Życiorys
W 2003 i 2004 brał udział w krajowych eliminacjach do Konkursu Piosenki Eurowizji dla Dzieci w Polsce, w 2003 wystąpił w finale selekcji z piosenką „Lato”, a w 2004 – z utworem „Czary”.
W 2003 nawiązał współpracę z Telewizją Polską. Był jednym z prowadzących programu 5-10-15 do momentu zakończenia jego nadawania przez stację. Jako prezenter prowadził również program Ferie z Jedynką (2006 i 2007) oraz Międzynarodowy Dziecięcy Festiwal Piosenki i Tańca w Koninie (2007 i 2008). Okazyjnie współpracował również przy programach Pytanie na śniadanie i Kawa czy herbata?.
W latach 2007–2012 aktor Teatru Muzycznego „Roma” w Warszawie. Wcielał się w policjanta w spektaklu Upiór w operze, grając we wszystkich wystawieniach sztuki (ponad 550 spektakli) oraz śpiewał w zespole wokalnym Five Lines przy musicalu Les Misérables. Od 2019 aktor Teatru Muzycznego w Łodzi (jako członek zespołu musicalu Miss Saigon).

## Dyskografia
- 2024: płyta z muzyką do spektaklu Egzamin
- 2008: płyta z muzyką do musicalu Upiór w operze[5]
- 2011: płyta z muzyką do musicalu Les Misérables, według powieści Wiktora Hugo Nędznicy